# Spot the Pigeon
Spot the Pigeon è un EP inciso dai Genesis nel 1976 e pubblicato nel 1977.

## Descrizione
I tre brani che compongono l'EP sono tratti dalle sedute di registrazione di Wind & Wuthering, ma non furono inseriti in quell'album poiché la band non li riteneva in linea con il resto del materiale e per motivi di spazio. Questo EP è anche l'ultima pubblicazione in studio con i Genesis del chitarrista Steve Hackett, che lasciò il gruppo negli ultimi mesi del 1977. Già insoddisfatto per non aver avuto più spazio come autore su Wind & Wuthering, Hackett lo diventò ancora di più quando il brano Inside and Out, prevalentemente composto da lui, venne relegato a questo EP.
Il titolo del disco è una variazione dell'espressione spot the ball, utilizzata spesso nel calcio; la parola ball è sostituita con pigeon affinché il titolo richiami, oltre al brano Match of the Day che parla appunto di una partita di calcio, anche Pigeons. Il cofanetto Genesis Archive 2: 1976-1992, pubblicato nel 2000, contiene una nota secondo cui per Match of the Day venne realizzato un video promozionale, con Phil Collins che cantava sugli spalti del Queens Park Rangers Football Club. Tale video, se mai esistito, è andato perduto; Collins dal canto suo non ricorda di averlo mai realizzato, ma ammette la possibilità di sbagliarsi.
Spot the Pigeon fu pubblicato anche su CD, ma è finito fuori stampa. Due dei suoi brani, Pigeons e Inside And Out, furono inclusi nel già citato cofanetto Genesis Archive 2: 1976-1992. Match of The Day, brano unanimemente rinnegato dal gruppo stesso soprattutto per il testo, divenne invece una rarità fino al 2007, quando fu inserito nel successivo cofanetto Genesis 1976-1982.
Pigeons e Inside and Out compaiono infine anche sulla compilation Turn It on Again: The Hits - The Tour Edition.

## Tracce
Testi e musiche di Tony Banks, Phil Collins e Mike Rutherford, eccetto dove indicato.
1. Match of the Day – 3:24
2. Pigeons – 3:12
3. Inside and Out – 6:45 (Banks, Collins, Rutherford, Steve Hackett)

## Formazione
- Phil Collins - batteria, percussioni, voce
- Tony Banks - tastiera, cori
- Mike Rutherford - chitarra, basso, cori
- Steve Hackett - chitarra

## Classifiche
| Classifica (1977) | Posizione massima |
| ----------------- | ----------------- |
| Regno Unito       | 14                |